# Wilson Teixeira Beraldo
Wilson Teixeira Beraldo (Silvanópolis, 1917. április 20. – Belo Horizonte, 1998. július 28.) brazil orvos és fiziológus volt. A Minas Gerais-i Egyetemen szerezte diplomáját 1942-ben. Számos fontos felfedezést tett, Brazíliában és Amerikában élt. A bradikinin egyik feltalálója.
A Rockefeller Alapítvány, a British Council, a New York-i Tudományos Akadémia és a Brazil Tudományos Akadémia tagja volt.
A Sociedade Brasileira para o Progresso da Ciência alapító tagja volt, illetve a Brazil Fiziológiai Társaság tiszteletbeli elnöke is.